# Parabotia maculosa
Parabotia maculosa är en fiskart som först beskrevs av Wu, 1939.  Parabotia maculosa ingår i släktet Parabotia och familjen nissögefiskar. IUCN kategoriserar arten globalt som livskraftig. Inga underarter finns listade i Catalogue of Life.